# Needham Mountain
Needham Mountain es una cumbre de la Sierra Nevada, situada en el condado de Tulare, California. Se encuentra en la parte sur de la Sierra Nevada, en la parte central del parque nacional de las Secuoyas. Needham Mountain está a 9,7 km al este de Mineral King, a 9,0 km al noreste del monte Kaweah y a 27 km al suroeste del pico más alto del estado, el monte Whitney. Con una altitud de 3.821 m, el monte Needham es la vigésima montaña más alta de California, con una prominencia de 570 m. La montaña lleva el nombre de un congresista estadounidense de finales del siglo XIX y principios del XX, James C. Needham. La primera ascensión a la cima fue realizada en julio de 1916 por M. R. Parsons, Agnes Vaile, H. B. Graham y Edmund Chamberlain.

## Clima
Needham Mountain se encuentra en una zona climática alpina. La mayoría de los frentes meteorológicos se originan en el Océano Pacífico y viajan hacia el este hacia las montañas de Sierra Nevada. A medida que los frentes se acercan, los picos los empujan hacia arriba, lo que hace que dejen caer su humedad en forma de lluvia o nevadas sobre la cordillera ( elevación orográfica ). La escorrentía de precipitaciones de la montaña drena hacia el este hasta Big Arroyo, que es un afluente del río Kern .

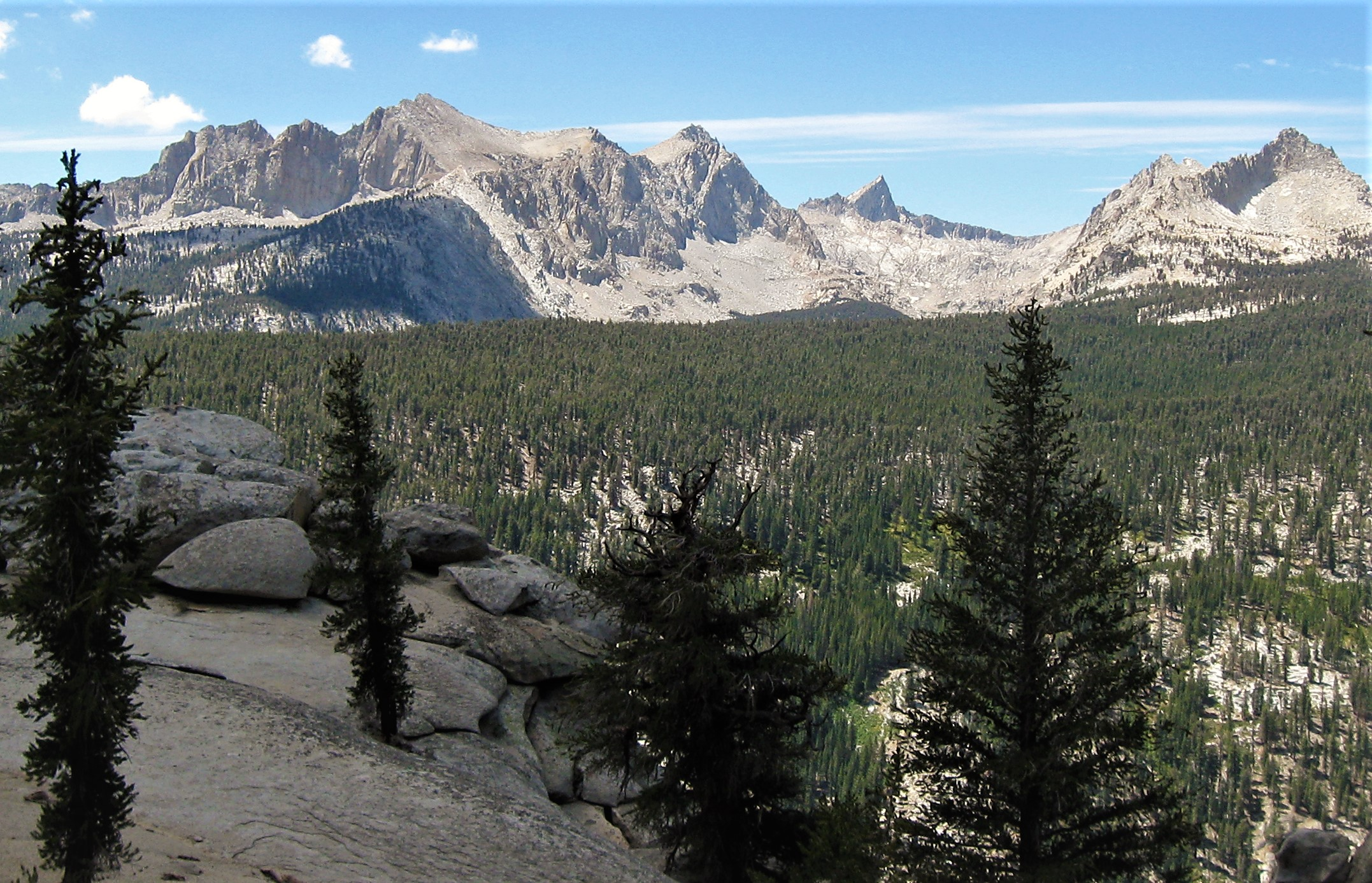
Needham Mountain en el centro.